# Celastrus liebmannii
Celastrus liebmannii är en benvedsväxtart som beskrevs av Standl. Celastrus liebmannii ingår i släktet Celastrus och familjen Celastraceae. Inga underarter finns listade.